# Hydroxymethylbenzoesäuren
Die Hydroxymethylbenzoesäuren (Trivialname: Kresotinsäuren, auch Hydroxytoluylsäuren) bilden eine Stoffgruppe, die sich sowohl von den Kresolen als auch von den Hydroxybenzoesäuren und Toluylsäuren ableitet. Die Struktur besteht aus einem Benzolring mit angefügter Methyl- (–CH3), Carboxy- (–CO2H) und Hydroxygruppe (–OH) als Substituenten. Durch deren unterschiedliche Anordnung ergeben sich zehn Konstitutionsisomere. Viele Isomere wurden bereits in verschiedenen Lebewesen gefunden. Vier der Isomere können als Methylsalicylsäuren bezeichnet werden.
| Gefahrensymbol | Gefahrensymbol |

| Gefahrensymbol |

| Gefahrensymbol |

| Gefahrensymbol |

| Gefahrensymbol |

| Gefahrensymbol |

| Gefahrensymbol |

| Gefahrensymbol | Gefahrensymbol |

| Gefahrensymbol | Gefahrensymbol |

| Gefahrensymbol |

## Geschichte
Viele bekannte Chemiker beschäftigen sich in der Geschichte mit den isomeren Kresotinsäuren, darunter etwa: August Kekulé, Ferdinand Tiemann, Carl Schotten, Georg Wittig, Karl von Auwers, Henry Gilman, Karl Theophil Fries, Rolf Appel und Derek H. R. Barton. Obwohl der vom Kresol abgeleitete Trivialname schon 1860 von Hermann Kolbe eingeführt wurde, wurde noch Jahrzehnte später meist der inzwischen veraltete Begriff Oxytoluylsäuren gebraucht. Die verschiedenen Isomere wurden in den ersten Jahrzehnten der Auseinandersetzung mit dieser Stoffgruppe hauptsächlich nur dazu synthetisiert, die Konstitution der Edukte zu beweisen.

## Vorkommen
- o-Kresotinsäure in Stocksia brahuica[14], Zanthoxylum gilletii[15], Zanthoxylum zanthoxyloides[16], Osmanthus fragrans[17]
- 6-Methylsalicylsäure in verschiedenen Penicillium-Arten;[18] Biosynthese aus Acetyl-CoA, Malonyl-CoA und NADPH über enzymgebundene Zwischenprodukte.[19] Auch in Pflanzen der Gattung Hydrophyllaceae und Pilzen,[20][21] Bakterien: Streptomyces albidoflavus, Streptomyces coelicolor, Streptomyces viridochromeogenes.[22]
- 3,4-Kresotinsäure in Drimia sanguinea[23]
- 4,2-Kresotinsäure in Dipsacus laciniatus[24]
- 4,3-Kresotinsäure in Incarvillea delavayi[25]

## Gewinnung und Darstellung
| Klassische Synthesen |                                                                  |                                                         |
| Methode | Geeignet für Isomere (Ausbeute)                                  | Einzelnachweise                                         |
| Phenolverkochung ausgehend von den entsprechenden Aminotoluylsäuren                                                                       | alle                                                             | [ 26 ] [ 27 ] [ 28 ] [ 29 ] [ 30 ] [ 31 ] [ 32 ] [ 33 ] |
| Kolbe-Schmitt-Reaktion ausgehend von Kresolen                                                                                             | ortho (28 %), meta (60 %), para (67 %), 4,2- (36 %), 4,3- (66 %) | [ 34 ] [ 35 ] [ 36 ]                                    |
| Alkalischmelze der entsprechenden Kresolsulfonsäuren                                                                                      | meta, 3,4-, 3,5-, 5,2-, 4,3-                                     | [ 37 ] [ 38 ] [ 39 ] [ 40 ] [ 41 ]                      |
| Cannizzaro-Reaktion oder Oxidation von Hydroxymethylbenzaldehyden                                                                         | meta, para, 2,6-, 4,2-, 4,3-                                     | [ 42 ] [ 43 ] [ 44 ]                                    |
| Hydrolytisch-decarboxylativer Abbau von durch Friedel-Crafts-Acylierung mit Oxalylchlorid aus Kresolen gewonnenen Methyldioxobenzofuranen | meta, para, 2,6-                                                 | [ 45 ] [ 46 ] [ 47 ]                                    |
| oxidativer Abbau von Acylkresolen z. B. mit Iod                                                                                           | meta, para                                                       | [ 48 ]                                                  |
| Addition des entsprechenden Kresols mit Appel-Salz und Hydrolyse des Addukts                                                              | para                                                             | [ 49 ]                                                  |

## Verwendung
Kresotinsäuren sind inzwischen Grundstoffe in der chemischen Industrie und finden weite Anwendung in der Synthese. Arzneistoffe, die aus Kresotinsäuren hergestellt werden können, sind z. B.: Lasalocid, Repaglinid und Nelfinavir. Erforscht werden auch von Kresotinsäure abgeleitete p38-MAP-Kinase-Inhibitoren. Insbesondere die o-Kresotinsäure ist Grundstoff für einige Beizenfarbstoffe des Triphenylmethan-Typs (Mordant Blue-Serie).